# 利奧波德及阿斯特里德海岸
67°20′S 84°30′E / 67.333°S 84.500°E
利奧波德及阿斯特里德海岸是南極洲的海岸，位於伊麗莎白公主地東半部，處於西冰架和彭克角之間，在1934年1月17日由挪威船隻發現。